# Marolles-sous-Lignières
Marolles-sous-Lignières é uma comuna francesa na região administrativa de Grande Leste, no departamento de Aube. Estende-se por uma área de 15,12 km². Em 2010 a comuna tinha 336 habitantes (densidade: 22,2 hab./km²).